# ジュリアン・ロドリゲス
ジュリアン・ロドリゲス（Julien Rodriguez、1978年6月11日 - ）は、フランスの元サッカー選手。ポジションはディフェンダー。

## 経歴
キャリアをスタートしたASモナコで135試合に出場し、2002-03シーズンのクープ・ドゥ・ラ・リーグ優勝と2003-04シーズンのUEFAチャンピオンズリーグ決勝進出に貢献した。2005年8月、レンジャーズFCに100万ポンドで移籍した。2006年3月11日、アイブロックス・スタジアムでキルマーノックFCに4-0で勝利した試合で初得点を挙げ、レンジャーズでの1シーズン目は30試合に出場した。2006-07シーズンにはポール・ル・グエン監督の下で主力として期待されたが、ル・グエンは早期に解任された。2007年1月、ウォルター・スミスがル・グエンの後任監督に就任した後、オリンピック・マルセイユに移籍した。同年にはフランス代表に招集されたが、出場はなかった。